# Ågotnes
Ågotnes est un quartier appartenant à la kommune de Fjell, dans le comté d'Hordaland, en Norvège. Situé sur l'île de Sotra à l'ouest de Bergen, il comptait une population de 1344 habitants en 2005.

## Sources
- (en) Cet article est partiellement ou en totalité issu de l’article de Wikipédia en anglais intitulé « Ågotnes » (voir la liste des auteurs).